# Katkova Shchel
Katkova Shchel (del ruso: Каткова Щель) es un seló del distrito de Lázarevskoye de la unidad municipal de la ciudad de Sochi del krai de Krasnodar, en el sur de Rusia. Está situado a orillas del río Chujutk, a 1 km aproximadamente de su desembocadura en Chemitokvadzhe en la orilla nordeste del mar Negro, 39 km al noroeste de Sochi y 135 km al sureste de Krasnodar, la capital del krai. Tenía 253 habitantes en 2010.
Pertenece al ókrug rural Kichmaiski.

## Historia
Aparece en los registros del volost de Lázarevskoye del raión de Tuapsé del óblast de Kubán-Mar Negro en 1923 como seló Katkovo.

## Educación
En la localidad se halla la escuela nº83.

## Lugares de interés
La localidad se sitúa en el estrecho valle del Chujutk, rodeado de montes boscosos apropiados para el excursionismo. En los alrededores se hallan numerosos dólmenes. En la localidad hay un monumento a los caídos en la Gran Guerra Patria, junto a la casa de Cultura.

## Transporte
Al sureste de la localidad se halla el mikroraión Chemitokvadzhe, en la costa del mar Negro, donde se halla una plataforma ferroviaria de la línea Tuapsé-Sujumi de la red del ferrocarril del Cáucaso Norte y la carretera federal M27 Dzhubga-frontera abjasa.